# Хетумиди
Хетумиди (јерменски: Հեթումյաններ), познати и као династија Лампрона (по замку Лампрону), су били владари Јерменског краљевства Киликије од 1226. до 1341. године. Оснивач династије је Хетум I, који је на власт дошао женидбом са Изабелом Јерменском. Изабела је престо наследила од свога оца Лава. Хетумиди су заменили власт Рупенида. Након 1373. године Киликијом је владала династија Лизињана.  

## Списак владара династије Хетумида
- Хетум I (1226-1270)
- Лав II (1270-1289) - син Хетума I
- Хетум II (1289-1293) - син Лава II
- Торос III (1293-1298) - син Лава II
- Хетум II (1294-1297)
- Смбат (1297-1299) - син Лава II
- Константин III (1299) - син Лава II
- Хетум II (1299-1301), регент 1301-1307
- Лав III (1301-1307) - син Тороса III
- Ошин (1307-1320) - син Лава II
- Лав IV (1320-1341) - син Ошина